# Cao Nhã Chi
Cao Nhã Chi (chữ Hán: 高雅之, ? – 404), tướng lĩnh Bắc phủ binh nhà Đông Tấn trong lịch sử Trung Quốc.

## Cuộc đời
Ông nội của ông là Cao Hành, làm Ngụy quận thái thú. Cha là Cao Tố, làm Hoài Lăng thái thú. Ông và cha đều là tướng lĩnh Bắc phủ binh. Ban đầu ông nhậm chức Đông Hoàn thái thủ, là con rể của danh tướng Bắc phủ binh Lưu Lao Chi. Năm Long An thứ 2 (398), ông từng cùng con trai Lưu Lao Chi là Lưu Kính Tuyên đánh bại Vương Cung.
Năm Long An thứ 4 (400), ông cùng Hoàn Bất Tài, Tôn Vô Chung giao chiến với quân khởi nghĩa Tôn Ân ở Dư Diêu, Nhã Chi đại bại, trốn đến Sơn Âm. Năm sau ông lại cùng Tôn Ân giao chiến ở Úc Châu, thất bại bị bắt , không rõ ông trốn thoát như thế nào!?
Năm Nguyên Hưng đầu tiên (402), Hoàn Huyền bức Lưu Lao Chi phải tự sát, Kính Tuyên chạy đến với Nhã Chi. Tháng 11 năm ấy, Cao Tố bị Hoàn Huyền sát hại, bọn Nhã Chi bàn nhau khởi binh ở Sơn Dương, nhưng thất bại, bèn cùng nhau đến nương nhờ quốc chủ Nam Yên Mộ Dung Đức.
Năm Nguyên Hưng thứ 3 (404), Cao Nhã Chi cấu kết với tướng cũ của Bắc phủ binh là Lưu Quỹ đang được Mộ Dung Đức sủng hạnh, muốn giết chết ông ta, đưa Tư Mã Hưu Chi lên ngôi. Sự việc bại lộ, Nhã Chi, Kính Tuyên chạy về phía nam, Lưu Quỹ bị giết. Nhã Chi bị quân Nam Yên đuổi theo giết chết, còn Kính Tuyên chạy thoát về Đông Tấn.